# نوه زامکی
نوه زامکی (به آلمانی: Neuhäus[e]l) یک شهرک در اسلواکی با جمعیت ۳۹٬۵۸۵ نفر است که در Nové Zámky District واقع شده‌است.